# Бронепалубни крайцери тип „Калипсо“
Калипсо (на английски: Calypso) са серия бронепалубни крайцери на Британския Кралски флот построени в началото на 1880-те години на 19 век. Серията е усъвършенствана версия на крайцерите от типа „Комюс“. Също така са и първите британски кораби с артилерия разположена в бордови спонсони. Смятат се за най-добрите крайцери построени от Натаниел Барнаби.
Често са отнасяни и към типа „C“, както се наричат предшествениците им. От проекта са построени 2 единици: „Калипсо“ (на английски: HMS Calypso) и „Калиопа“ (на английски: HMS Calliope). Първоначално се водят парни корвети в Кралския флот, а после са прекласифицирани на крайцери от 2-ри ранг.

## История на службата
- HMS Calypso – заложен през 1881 г., спуснат на вода на 7 юни 1883 г., в строй от 1883 г.
- HMS Calliope – заложен през 1881 г., спуснат на вода през юли 1884 г., в строй от 1884 г.